# Irina Minch
Irina Edvinovna Minch (Russisch: Ирина Эдвиновна Минх) (Tsjerepanovo, Oblast Novosibirsk, 16 april 1964) is een voormalig basketbalspeelster die uitkwam voor het nationale team van de Sovjet-Unie en het Gezamenlijk team. Ze werd Meester in de sport van de Sovjet-Unie in 1991 en kreeg de Medaille voor het dienen van het Moederland in 2020.

## Carrière
Minch studeerde af aan de Novosibirsk ElektroTechnische Instituut (NETI).
Minch speelde van 1982 tot 1992 voor Dinamo Novosibirsk. Ze won met Dinamo het landskampioenschap van de Sovjet-Unie in 1986, 1987 en 1988. Ze werd tweede in 1985 en derde in 1981 en 1982. Met Dinamo verloor Minch twee keer de EuroLeague Women in 1987 en 1988. Minch won een keer de Ronchetti Cup in 1986. Minch won die wedstrijd van BSE Boedapest uit Hongarije met 81-58.
Met het nationale team van de Sovjet-Unie won Minch brons op de Olympische Spelen in 1988. Ook won ze drie gouden medailles op de Europese Kampioenschappen in 1987, 1989 en 1991. Op het Wereldkampioenschap won ze zilver in 1986. In 1992 speelde Minch voor het Gezamenlijk team op de Olympische Spelen. Ze won de gouden medaille.
Sinds 2007 is Minch voorzitter van Dinamo Novosibirsk.

## Erelijst
- Landskampioen Sovjet-Unie: 2
  - Winnaar: 1986, 1988
  - Tweede: 1985
  - Derde: 1981, 1982
- EuroLeague Women:
  - Runner-up: 1987, 1988
- Ronchetti Cup: 1
  - Winnaar: 1986
- Olympische Spelen: 1
  - Goud: 1992
  - Brons: 1988
- Wereldkampioenschap:
  - Zilver: 1986
- Europees Kampioenschap: 2
  - Goud: 1987, 1991
- Goodwill Games:
  - Zilver: 1990